# Pleußmühle

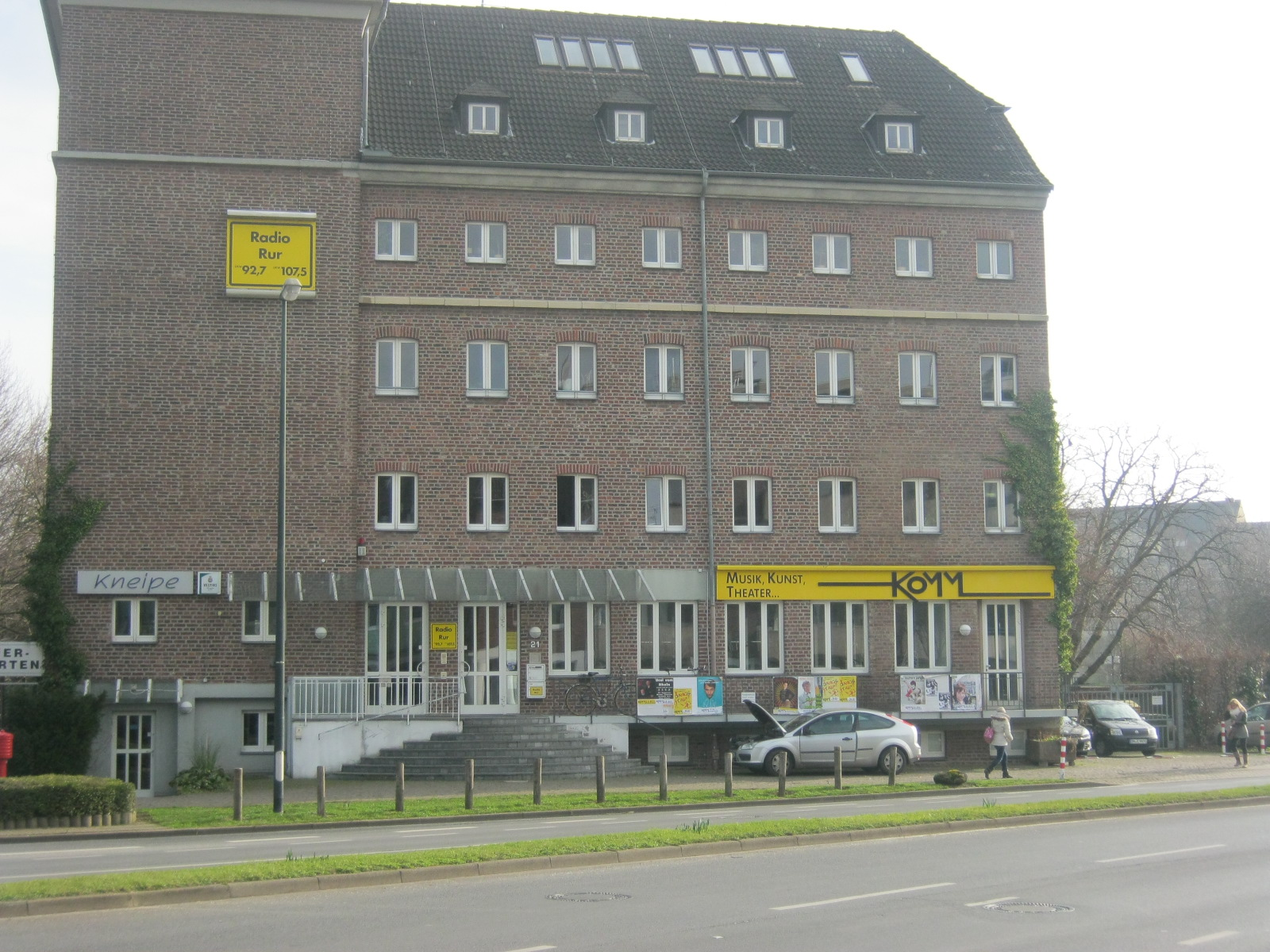
Die Pleußmühle 2014

Die Pleußmühle in Düren ist eine alte Getreidemühle in der August-Klotz-Straße.

## Geschichte
Die Pleußmühle ist einer der ältesten bekannten Gewerbebetriebe der Stadt. Sie wurde im August 1261 erstmals als Holzmühle erwähnt, weil sie außerhalb der Stadtmauer, unmittelbar vor dem Holztor am Dürener Mühlenteich lag. Besitzer war damals ein Ludolf, Propst des Prämonstratenser-Klosters in Ellen. Am 29. September 1419 verpachtete das Prämonstratenserkloster Reichenstein die Rechte an der Mühle an die Eheleute Lewen für zwei Malter Roggen Jahreszins. Am 27. April 1431 verkauften die Eheleute von der Wye und Styna die Mühle an den Konvent zu Ellen gegen eine Erbrente von 7½ Malter Roggen. Nachgewiesen ist am 21. Januar 1497 ein Peter Lelges als Besitzer.
Am 25. August 1543 brannte die Mühle bei der kriegerischen Auseinandersetzung zwischen Kaiser Karl V. und Herzog Wilhelm von Jülich ab. Sie wurde 1552 wieder aufgebaut. Von 1584 bis 1589 betrieb ein Holzmüller Paul die Mühle. Sein Nachfolger war Gerhart, der als hultzmuller bezeichnet wurde. Am 9. August 1595 wurden die Eheleute Franz Nolden und seine Frau Peterschen genannt. Von 1599 bis 1605 besaß Theiss Hofacker die Holzmühle. 1612 wird die Petersche noch in den Akten der Stadt genannt. Die Kinder des verstorbenen Arnold Godtschalck verkauften am 22. April 1622 die Mühle für 175 Taler an ihren Stiefvater Arnold Sanftleben. Diese Familie betrieb von 1625 bis 1676 die Mühle. Im Jahr 1677 erschien Wilhelm Lindlau als Müller. Ihm folgte 1685 Johann Jansen. Von 1693 bis zu seinem Tod im Jahr 1717 bewirtschaftete Matthias Classen die Mühle. Der Sohn Johann Classen folgte bis 1735. Dann übernahm sein Schwiegersohn Christian Hansen die Mühle. Von 1746 bis 1755 ist Tillmann Hermanns als Müller bekannt. Christian Hansen wurde ab 1762 wieder als Müller geführt. Er pachtete die Mühle für zwölf Jahre. Nach seinem Tod im Jahre 1769 betrieb seine Witwe Kunigunde Schopen die Mühle weiter. 1774 war Tillmann Hermanns wieder als Müller angegeben.
Am 18. August 1784 wurde erstmals ein Werner Plüss (Pleuß) als Holzmüller erwähnt. Er muss die Mühle also zwischen 1774 und 1784 erworben haben. Plüss war von 1762 bis 1771 Halbwinner (Pächter) des Jesuitenhofes in Düren in der Nideggener Straße. Werner Plüss, auch Ploes genannt, starb am 7. September 1785. In einem Dokument vom 14. September 1804 wurde sein Sohn Laurenz Joseph Pleuß als Besitzer der Holzmühle, einer Mahl- und Ölmühle genannt. Er beschäftigte zu dieser Zeit 12 Arbeiter. In einer Vereinbarung der Teichgenossen vom 2. Oktober 1819 wird er als Müller, in der Holzmühle von Düren wohnhaft bezeichnet. 1822 war er verstorben, denn seine Witwe Elisabeth Degroth beantragte als Besitzerin die Mitbenutzung eines Wassergefälles unterhalb ihrer Mühle im Dürener Teich. 1882 ist Melchior Pleuß, Enkel des Laurenz Joseph Pleuß Teilhaber der Firma Pleuss & Mayntz (Melchior Pleuß und Otto Franz Hubert Mayntz), Mahlmühle, Aachener Straße 1.
Am 4. Oktober 1889 vernichtete ein Großbrand die Mühle und das daneben stehende Wohnhaus. 1891 waren die Inhaber Pleuß und Mayntz in einen Prozess bzgl. Mühlenteich verwickelt, bei dem sie zunächst vom Schöffengericht zu Düren schuldig, später jedoch von der Strafkammer zu Aachen freigesprochen wurden. Im Adressbuch von 1910 war Melchior Pleuß Inhaber der Handelsfruchtmühle. Prokura hatte Lorenz Pleuß. 1922 wurden in der Satzung der Dürener Teichgenossenschaft ein Melchior und ein L. Pleuß genannt. 1925 war Melchior Pleuß verstorben. Beim Luftangriff auf Düren am 16. November 1944 wurde das Gebäude zerschossen. Es blieb nur eine Ruine. Melchior Pleuß betrieb seit dem 1. Oktober 1946 in der gepachteten alten Rölsdorfer Kirche an der Monschauer Straße 175, eine Hammermühle mit Walzenstuhl. Am 1. Dezember 1950 war der Wiederaufbau fertiggestellt. Es wurde wieder Getreide gemahlen. Am 6. April 1951 wurde die Firma Melchior Pleuß, Inhaber Lorenz Pleuß, in die Handwerksrolle eingetragen. 1966 wurde die Witwe von Lorenz Pleuß als Betreiberin genannt. Sie stellte den Betrieb am 31. August 1969 ein.

## Nutzung heute
Vom 10. November bis 12. Dezember 1980 besetzten Jugendliche das leerstehende, in der Stadtmitte gelegene Gebäude, um einen kulturellen Jugendtreff zu bekommen.
Ausgelöst wurde diese Hausbesetzung durch eine Veröffentlichung in der Dürener Zeitung. Diese hatte berichtet, dass der geplante und bis dato in der Bevölkerung akzeptierte Abriss der Mühle keineswegs für die Erweiterung der benachbarten Schule notwendig sei, sondern im Zuge einer Straßenverbreiterung vorgesehen war.
Für den Erhalt der Mühle engagierten sich im Zuge der Hausbesetzung neben den Jugendlichen auch einzelne Dürener Lokalpolitiker, an ihrer Spitze Josef Vosen, später Bürgermeister von Düren.
Nach jahrelanger Diskussion in den politischen Gremien beschloss der Stadtrat, die finanziellen Mittel für den Ausbau der Mühle bereitzustellen.
Am 5. Dezember 1992 wurde in der Pleußmühle das Komm-Zentrum Düren (Kommunikationszentrum) eingeweiht. in den oberen Etagen befand sich bis 2020 des Lokalsenders Radio Rur.
Am Gebäude drehte sich ein durch den Mühlenteich gespeistes Zuppinger-Wasserrad, welches von den Stadtwerken Düren gebaut wurde und Strom produzierte. Es wurde wegen Baufälligkeit stillgelegt.
Der Dürener Kunstförderverein unter seinem Vorsitzenden Wilfried Jochims unterstützte durch verschiedene Veranstaltungen den Plan, ein Kulturzentrum für die Jugend einzurichten.